# Ali Fathy
Pour les articles homonymes, voir Fathy.
Ali Fathy est un footballeur égyptien né le 2 janvier 1992. Il évolue au poste de défenseur avec l'Arab Contractors SC.

## Carrière
- 2010-201. : Arab Contractors SC ( Égypte)[1]